# Initng
Initng – zastępca init dla systemu Linux. Autorem i opiekunem Initng jest Jimmy Wennlund. Init jest pierwszym procesem uruchamianym przez jądro, jest odpowiedzialny za inicjalizację każdego kolejnego procesu. Zwykle init uruchamia procesy w ustalonym porządku, kolejny proces jest uruchamiany dopiero po zakończeniu inicjacji poprzedniego. Initng uruchamia procesy gdy tylko ich zależności są spełnione, może uruchamiać kilka w tym samym czasie. Initng został zaprojektowany z naciskiem na przyspieszenie czasu uruchamiania systemów uniksowych poprzez asynchroniczne uruchamianie procesów. Osoby wspierające Initng twierdzą, że daje on większą kontrolę nad systemem użytkownikowi oraz więcej wszelkich danych i statystyk o systemie.
Initng został zaprojektowany w zgodności z Init Systemu V, który jest już bardzo stary, oraz nawiązując do witryny initng, przestarzały w wielu dziedzinach. Witryna Initng nazywa initng "Systemem Init następnej generacji".
Initng jest ciągle w fazie intensywnego rozwoju, ale wielu ludzi już zaleca jego używanie. Istnieją pakiety Initng dla takich dystrybucji jak Debian, Ubuntu oraz Fedora Core, jak również ebuildy dla Gentoo.